# Frédérique de Schleswig-Holstein-Sonderbourg-Glücksbourg
La princesse Frédérique de Schleswig-Holstein-Sonderbourg-Glücksbourg (9 octobre 1811 - 10 juillet 1902), fille de Frédéric-Guillaume de Schleswig-Holstein-Sonderbourg-Glücksbourg et Louise-Caroline de Hesse-Cassel est une sœur aînée de Christian IX de Danemark,. Elle devient la duchesse d'Anhalt-Bernbourg lors de son mariage avec Alexandre-Charles d'Anhalt-Bernbourg, le dernier duc d'Anhalt-Bernbourg. Elle est régente du duché de 1855 à 1863.

## Famille
Elle est née le 9 octobre 1811 au Château de Gottorf près de Schleswig dans le Duché de Schleswig, deuxième fille de Frédéric-Guillaume de Schleswig-Holstein-Sonderbourg-Glücksbourg, et Louise-Caroline de Hesse-Cassel.
Son père est à la tête de la maison ducale de Schleswig-Holstein-Sonderbourg-Beck, une branche de la Maison d'Oldenbourg qui occupe le trône de Danemark depuis 1448. Par le biais de son père, elle est donc une descendante du roi Christian III de Danemark.
Sa mère est une fille de Charles de Hesse-Cassel, un maréchal danois et Gouverneur des duchés de Schleswig et de Holstein, et son épouse la princesse Louise de Danemark, fille de Frédéric V de Danemark. Le 6 juin 1825, Friedrich Wilhelm est nommé duc de Glücksburg par son beau-frère Frédéric VI de Danemark, la branche aînée des Glücksbourg s'étant éteinte en 1779. Par la suite, il change son titre en duc de Schleswig-Holstein-Sonderbourg-Glücksbourg et fonde la Maison de Glücksbourg. 

## Duchesse d'Anhalt-Bernbourg

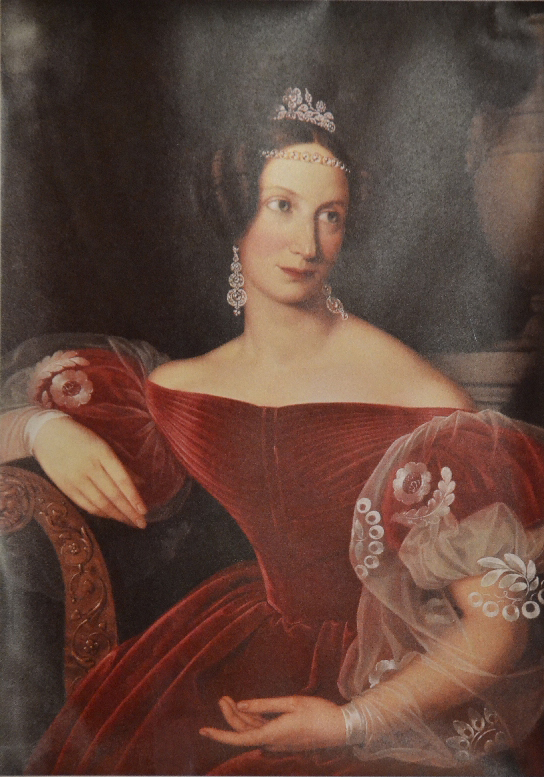
Portrait de la princesse Frédérique par Wilhelm von Kügelgen

Elle épouse Alexandre-Charles d'Anhalt-Bernbourg, fils de Alexis-Frédéric-Christian d'Anhalt-Bernbourg et de la princesse Marie-Frédérique de Hesse-Cassel, le 30 octobre 1834 au château de Louisenlund, près de Schleswig. Le couple n'a pas d'enfant.
En novembre 1855, le duc est confiné à Schloss Hoym à cause de sa maladie mentale (certaines sources affirment qu'il souffre de schizophrénie). Là, Alexander Karl passe le reste de sa vie avec les soins médicaux de son chambellan, le peintre Wilhelm von Kügelgen. En raison de son incapacité, Frédérique est régente.
Alexander Karl est mort à Hoym le 19 août 1863 à l'âge de 58 ans. Parce que le couple n'a pas d'enfants, le duché d'Anhalt-Bernbourg passe à Léopold IV d'Anhalt, qui fusionne le duché avec son propre duché pour former le duché d'Anhalt.
La duchesse douairière Frédérique est décédée le 10 juillet 1902, à Alexisbad, Ballenstedt.

## Distinction
- 20 novembre 1884 : dame grand-croix de l'ordre de Sainte-Catherine